# 島秋人
島 秋人（しま あきと、本名中村 覚（なかむら さとる）、1934年〈昭和9年〉6月28日 - 1967年〈昭和42年〉11月2日）は、新潟県で強盗殺人事件を引き起こした元死刑囚であり、1960年の一審の死刑判決後、1967年の死刑執行までの7年間、獄中で短歌を詠みつづけた歌人である。1963年に毎日歌壇賞を受賞。

## 事件の背景と概要
1934年6月28日、現在の北朝鮮で生まれた。父親は旧満州（現在の中国東北部）や朝鮮で警察官をしていたが、その経歴ゆえ戦後公職追放の憂き目に会い、母親も結核に罹患したうえ栄養失調で死亡し貧しい暮らしをしていた。自身も結核やカリエスになるなど病弱であり、7年間ギプスをはめる生活を送っていた。学業成績も最下位だったことから周囲に低能扱いされた。中学校卒業後、職業を転々とし強盗殺人未遂事件といった刑法犯を重ねるなど非行少年となり、特別少年院送致となり20歳まで収容されていた。少年院退院後、頭痛が続くことから労働意欲がなくなり、刑務所に入る為に雨宿りした空き家を放火し懲役4年の判決を受けて服役、しかし刑務所で「ヒステリー性性格異常」と診断され、医療刑務所から出所したのは1958年10月であったがそのまま翌年2月まで精神病院に入院した。
1959年2月に退院後家族の下で生活を始めたが、3月下旬に東京に行きたいと家出して、放浪生活に入った。4月5日、餓えに耐えかねて新潟県の農家に押し入り、農家の主人（当時51歳）に重傷を負わせ、妻（当時43歳）を殺害する強盗殺人事件を引き起こす。この事件では、窃盗にはいった家で妻に見つかり居直り強盗になったもので、夫婦と同家の10代の子供2人の4人を縛り上げたうえ現金2000円と背広やスーツケースなどの物品を奪い、逃走する際に事件の発覚を恐れ凶行におよんだものである。夫は失神したところで撲殺したと誤認し、その後妻を絞殺した。1960年3月に新潟地方裁判所長岡支部は「数多くの凶悪事件の前科と長期の服役という前歴があるうえ、さらに本件を起こし、情状酌量すべき点はない」として死刑判決、1961年3月に東京高等裁判所で控訴棄却、1962年6月に最高裁判所で上告棄却され、死刑判決が確定した。

## 歌人として
1960年の新潟地方裁判所での死刑判決後、拘置所で開高健著の「裸の王様」を読み、絵を描くことによって暗い孤独感の強い少年の心が少しずつひらかれてゆくという話から、絵を描きたい、そして童心を覚ましたい、昔に帰りたい思いがよぎるものの絵を描く事は出来なかったため、せめて児童図画を見たいという思っていた。そこで、かつて自分の人生で唯一、中学1年生時の担任が美術の時間に「君の絵は下手だが、構図自体は良い」と褒めてくれたことを思い出し、その教師に手紙を送る。教師は驚きながらも手紙に返事を書き、その際教師の妻が短歌を3首同封した。しばらく文通を続け、この妻から勧められたことをきっかけに短歌を詠みはじめる。松山刑務所で得た俳句の素養が助けにもなり、1960年末に小説新潮歌壇で佳作となり、1962年からは毎日歌壇の窪田空穂選に投稿を開始。同年1月28日に初入選を果たし、その後も入選を繰り返し、その存在が広く知れ渡ることとなる。島の短歌に感銘を受け、励ましの手紙を送った女性と養子縁組をし、中村姓から千葉姓に変わる。なお、作歌指導は窪田空穂の息子・窪田章一郎から受けていた。

## 死刑執行
1967年11月2日、小菅刑務所（現在の東京拘置所）で死刑が執行された。33歳没。この時の法務大臣であった田中伊三次は、同年10月16日一度に23人の死刑執行を命令したが、島もそのうちの一人であった。刑事訴訟法476条の規定では、法務大臣の死刑執行命令5日以内に死刑を執行しなければならないが、小菅刑務所では5人が執行対象者であったことから、執行の準備ができないとして、法務当局は死刑執行命令を検察が受け取った日を「5日」の起点と解釈したという。

## 作品集
- 『遺愛集』（東京美術、1974年）- 窪田空穂の序文[4]と、島が自らの罪を悔いたあとがき[5]が収められている。
  - 元刑務官でノンフィクション作家の坂本敏夫は『遺愛集』について、「命の尊さを教える当代第一級の書物であり、万物の心を揺さぶり、死刑制度を考えさせる唯一の作品」と評している[6]。